# Alysia tipulae
Alysia tipulae är en stekelart som först beskrevs av Giovanni Antonio Scopoli 1763.  Alysia tipulae ingår i släktet Alysia och familjen bracksteklar. Arten är reproducerande i Sverige. Inga underarter finns listade i Catalogue of Life.